# Государственная фискальная служба Украины
Государственная фискальная служба Украины (ГФС) — центральный орган исполнительной власти Украины. Деятельность ведомства направляется и координируется Кабинетом Министров Украины. ГФС была создана постановлением Кабинета Министров от 21 мая 2014 путём реорганизации Министерства доходов и сборов.

## История создания
Министерство доходов и сборов Украины (Миндоходов) было создано в 24 декабря 2012 года путём объединения Государственной налоговой службы Украины и Государственной таможенной службы Украины.
Руководил Миндоходов Александр Клименко, который после отстранения от власти команды Януковича покинул Украину и был объявлен в розыск по обвинению в коррупционных махинациях.
Государственная фискальная служба на базе Миндоходов была образована Постановлением КМУ от 21 мая 2014 г.

## Реорганизация
В декабре 2018 года Украина обязалась перед МВФ до конца апреля 2019 года консолидировать Государственную фискальную службу в два отдельных юридических лица: Налоговую службу и Таможенную службу, при чем обе должны отчитываться министру финансов.
18 декабря 2018 года Кабинет Министров принял постановление о реорганизации Государственной фискальной службы путем разделения на Государственную налоговую и Государственную таможенную службы. Проект постановления предусматривает разделение ДФС на «Государственную налоговую службу» (в состав которой будут входить подразделения налоговой милиции) и «Государственную таможенную службу» как отдельные центральные органы исполнительной власти. Кабинет Министров будет направлять и координировать деятельность этих служб через Министра финансов Украины.
6 марта 2019 года Кабинет министров утвердил положение о налоговой и таможенной службах

## Положение о ГФС
Согласно Положению о Государственной фискальной службе Украины, ведомство реализует:
- государственную налоговую политику,
- политику в сфере государственного таможенного дела,
- государственную политику по администрированию единого взноса на общеобязательное государственное социальное страхование,
- государственную политику в сфере борьбы с правонарушениями при применении налогового, таможенного законодательства, а также законодательства по вопросам уплаты единого взноса.

ГФС осуществляет полномочия непосредственно и через образованные в установленном порядке территориальные органы.
В составе ГФС и её территориальных органах действуют подразделения налоговой милиции.

## Эмблема ГФС
Эмблема Государственной фискальной службы представляет собой изображение серебряной гривны  'с отсечённой частью' , которая возложена на чашу рычажных весов, символизирующий справедливое, взвешенное взимание налогов. В центре эмблемы малый Государственный Герб Украины, положенный на объединённый с весами кадуцей — символ торговли и экономики. Эмблема расположена посередине круглого синего щита с золотистой оковкой, что символизирует защиту интересов государства.

## Руководство, кадры
Постановлением от 5 апреля 2014 № 85 Кабмин определил предельное количество сотрудников в количестве 39648 человек. Центральный аппарат ведомства составляет 1530 работников. Возглавляет ГФС Председатель, который назначается на должность и освобождается от должности Кабинетом Министров Украины по представлению Премьер-министра Украины.
Председатель ГФС имеет двух заместителей, в том числе одного первого, который назначается на должность и освобождаются от должности Кабинетом Министров Украины по представлению Премьер-министра Украины.
С 5 мая 2015 года пост Председателя службы занимает Насиров Роман Михайлович.
Первый заместитель Председателя — Билан Сергей Васильевич. Занимается вопросами борьбы с правонарушениями при применении налогового, таможенного законодательства и законодательства по вопросам уплаты единого взноса.
Экс-заместитель — Ликарчук Константин Игоревич занимался осуществлением государственного таможенного дела. 7 сентября 2015 года Кабинет Министров Украины уволил Константина Ликарчука с должности Зампредседателя из-за профессиональной некомпетентности и саботирования служебных обязанностей.
5 июля 2015 г. был назначен исполняющий обязанности заместителя — Продан Мирослав Васильевич согласно Распоряжению Кабмина от 1 июля № 457-р.

## Международная деятельность ГФС
ГФС ведёт активную международную деятельность.
В июле 2016 года был подписан Меморандум о взаимопонимании между ГФС и Всемирной таможенной организацией в отношении создания Регионального учебного центра кинологии в г. Хмельницком.
В июле 2016 года между ГФС и Государственным таможенным комитетом Азербайджана был подписан Протокол о взаимодействии между ведомствами в сфере борьбы с таможенными правонарушениями, связанными с перемещением товаров воздушным транспортом.
В июле 2016 года на 20-й Генеральной ассамблеи Европейской организации налоговых администраций (IOTA), которая проходила в Румынии, Государственная фискальная служба Украины была избрана президентом IOTA.
В 2015—2016 гг. ГФС усиливает обмен предварительной информацией с таможенными органами других государств. С 1 января 2016 года ГФС и Государственный таможенный комитет Республики Беларусь реализуют проект PRINEX, подобный обмен предварительной информацией со странами ЕС реализуется в рамках проекта Twinning.

## Ссылка
- Официальный сайт
- Яценюк оставил детище Арбузова, но переименовал его в Государственную фискальную службу
- Фискальная служба или служба фиаско?